# ستان جيتز
ستان جيتز (بالإنجليزية: Stan Getz)‏ (و. 1927 – 1991 م) هو عازف ساكسفون، وعازف جاز أمريكي، ولد في فيلادلفيا، يستخدم آلات ساكسفون تنور ‏، وساكسفون، توفي في ماليبو، كاليفورنيا، عن عمر يناهز 64 عاماً، بسبب سرطان الكبد.

## جوائز
حصل على جوائز منها:
- جائزة بيرد  [لغات أخرى]‏.

## وصلات خارجية
- ستان جيتز على موقع IMDb (الإنجليزية)
- ستان جيتز على موقع الموسوعة البريطانية (الإنجليزية)
- ستان جيتز على موقع ميوزك برينز (الإنجليزية)
- ستان جيتز على موقع إن إن دي بي (الإنجليزية)
- ستان جيتز على موقع أول ميوزيك (الإنجليزية)
- ستان جيتز على موقع ديسكوغز (الإنجليزية)
- ستان جيتز على موقع قاعدة بيانات الفيلم (الإنجليزية)
- ستان جيتز في قاعدة بيانات الأفلام على الإنترنت